# سیارک ۱۷۵۶۳۳
سیارک ۱۷۵۶۳۳ (به انگلیسی: 175633 Yaoan، نامگذاری:2007TF184) صد و هفتاد و پنج هزار و ششصد و سی و سومین سیارک کشف شده‌است که در ۹ اکتبر ۲۰۰۷ کشف شد.